# Кредитор последней инстанции

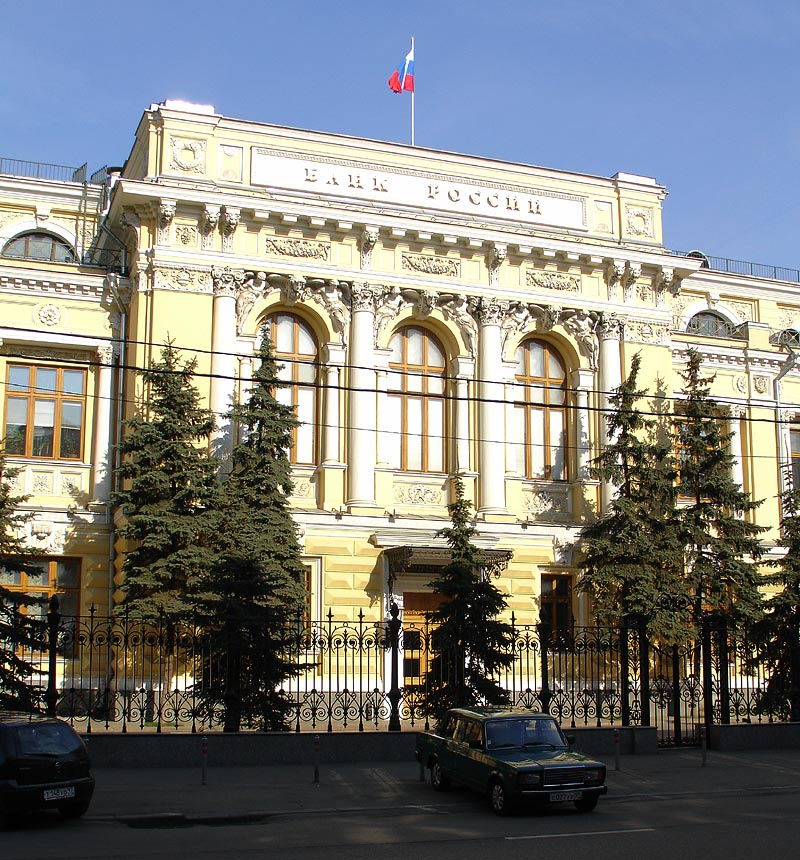
Банк России в Москве, на ул. Неглинная

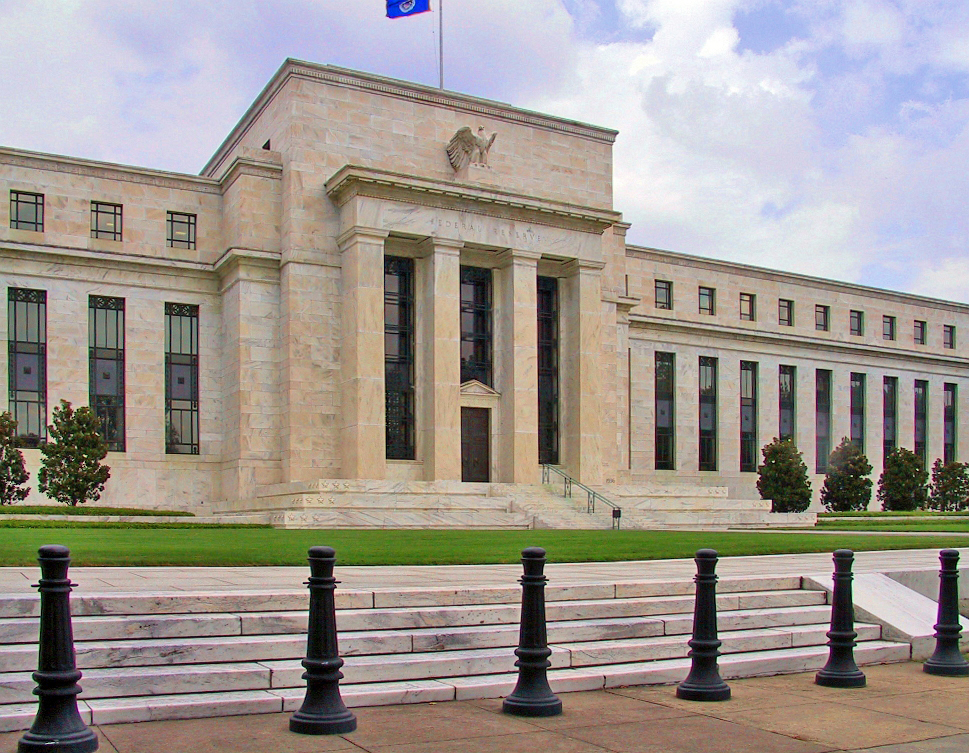
Штаб-квартира Федеральной резервной системы в Вашингтоне

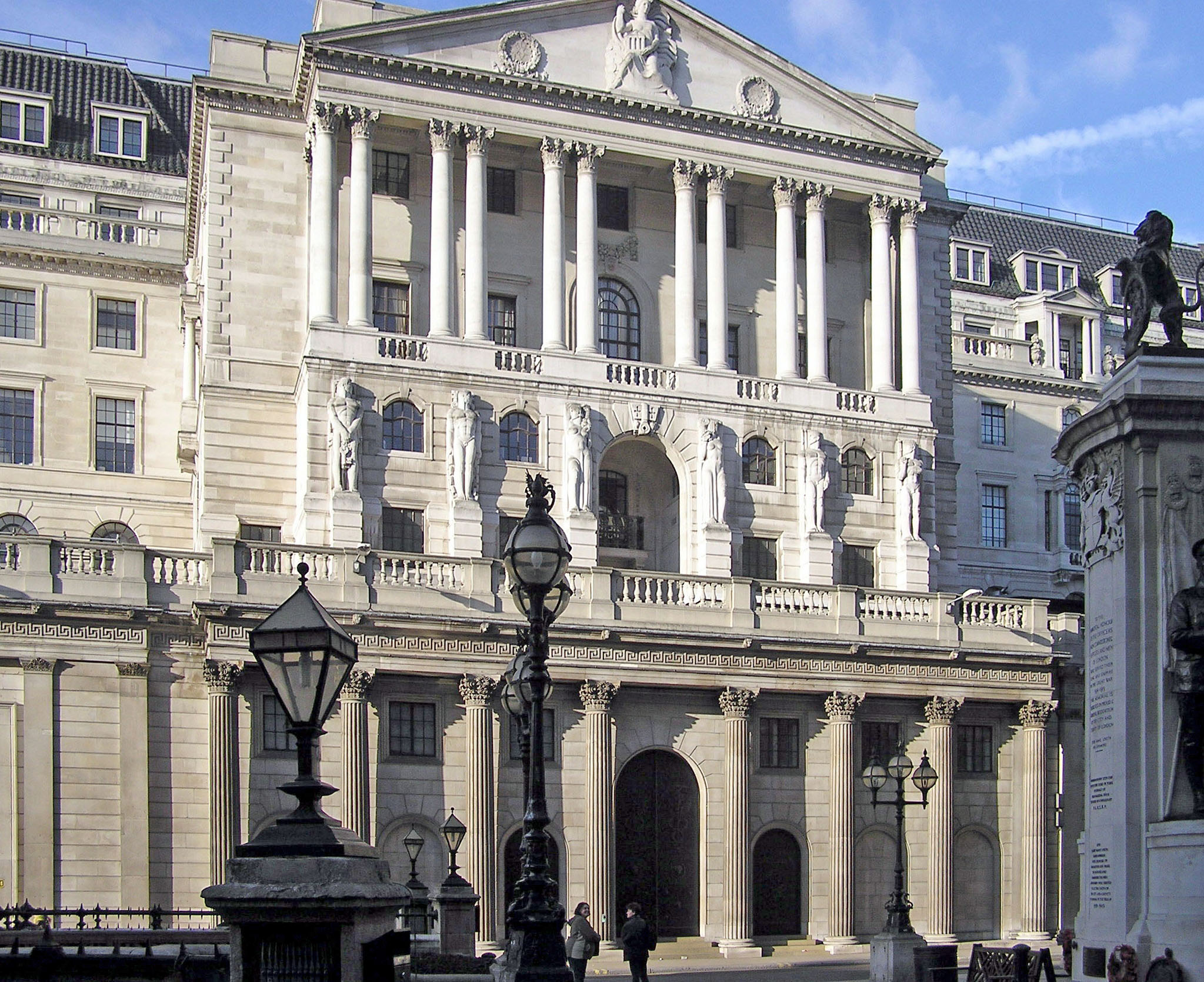
Банк Англии в Лондоне

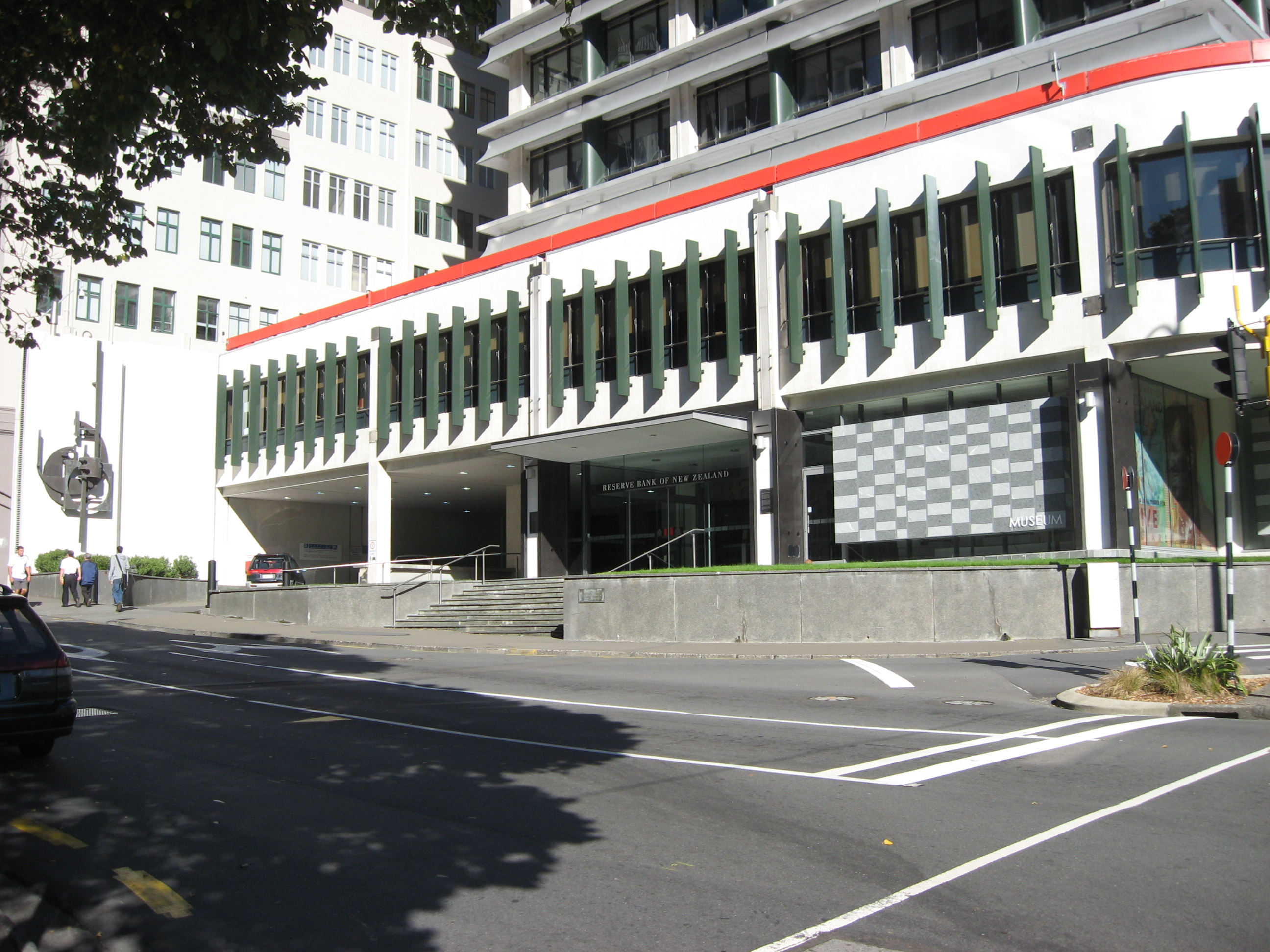
Резервный банк Новой Зеландии в Веллингтоне

Кредитор последней инстанции (англ. lender of last resort, LOLR) — институт, предоставляющий банкам (и другим финансовым организациям) ликвидность в чрезвычайных обстоятельствах, когда те не могут привлечь ее на рыночных основаниях, или когда другие кредиторы отказывают в предоставлении заёмных средств. В современном мире функция кредитора последней инстанции приписывается центральному банку, который благодаря монополии на денежную эмиссию способен предоставлять банкам ликвидность в неограниченных объёмах. В прошлом в роли кредитора последней инстанции могли выступать государственные казначейства (министерства финансов), крупные банки или их консорциумы, иностранные центральные банки, а также клиринговые союзы.
Потребность в кредиторе последней инстанции у банков связана с тем, что в силу специфики деятельности на их балансах находится существенный объем обязательств «до востребования», которые клиенты начинают массово изымать в кризисных ситуациях.

## Теория кредитора последней инстанции
Теоретические основы функции кредитора последней инстанции заложены классическими работами Генри Торнтона и Уолтера Бэджета в XIX столетии. Первоначально под кредитованием последней инстанции понималось временное предоставление ликвидности банкам в критической ситуации. Подобная ситуация складывалась в периоды кризисов ликвидности и банковских паник, во время которых у банков возникала чрезвычайная потребность в ликвидности для удовлетворения внезапного растущего спроса клиентов, вкладчиков и кредиторов на денежные средства. Классическая концепция кредитора последней инстанции, возникшая в XIX столетии, предполагает выполнение нескольких условий:
- кредитор последней инстанции не пытается предотвратить финансовый кризис, он лишь минимизирует его негативные последствия, то есть стремится остановить распространение кризиса в банковском секторе;
- кредитование последней инстанции применяется в условиях финансового кризиса, создающего угрозу финансовой устойчивости банковского сектора, а не в обычной рыночной ситуации;
- кредитор последней инстанции придерживается равного подхода ко всем банкам, то есть предоставляет ликвидность банковскому сектору в целом, а не отдельным банкам;
- кредитор последней инстанции готов оказывать поддержку в неограниченном объёме для предотвращения разрастания банковской паники;
- кредитор последней инстанции оказывает финансовую поддержку временно неплатежеспособным, однако кредитоспособным банкам (некредитоспособным, то есть финансово несостоятельным банкам помощь не оказывается).

Экономическая литература, посвящённая теме кредитора последней инстанции, развивается в двух направлениях. Первое представляет собой комбинацию сравнительной экономической теории (comparative economics) с историей экономической мысли. Фактически она излагает историографию операций кредитора последней инстанции, дополненную теоретическими постулатами экономических взглядов XIX столетия. Второе направление экономической литературы, более молодое, посвящено моделированию функции кредитора последней инстанции. В частности, исследователи пытаются посредством математического аппарата имитировать информационную асимметрию, особенности межбанковского кредитного рынка (с акцентом на залоговом обеспечении и операциях РЕПО), риске безответственного поведения банков и пр. Основное внимание в этих работах уделяется информационным ограничениям и побудительным мотивам банков. Хотя, экономико-математические изыскания позволяют лучше понимать логику взаимодействия банков и кредитора последней инстанции, они не имеют заметного влияния на практику операций центрального банка.
По мере накопления опыта поддержки ликвидности банковского сектора взгляды экономистов на функцию кредитора последней инстанции претерпевали изменения. Эволюция взглядов находилась под влиянием потребностей центрального банка. Во-первых, совмещение политики управления денежным предложением и процентными ставками с функцией кредитора последней инстанции, что вело к слиянию обоих видов деятельности. Во-вторых, оказание индивидуальной финансовой поддержки крупнейшим банкам в условиях отсутствия общего кризиса ликвидности или банковской паники. Сохранение на плаву крупнейших банков было обусловлено негативными сетевыми эффектами, который возникли бы в отсутствие поддержки кредитора последней инстанции. Как следствие, возникло отклонение от первоначальной классической концепции, предполагавшей, что последняя инстанция кредитует неплатежеспособные, однако кредитоспособные банки. Эволюция взглядов на кредитора последней инстанции привела к формированию двух подходов: выполнение функции по отношению к рынку в целом (мезокредитор последней инстанции) и на индивидуальной основе (микрокредитор последней инстанции).

## Мезокредитор последней инстанции
Сторонники концепции мезокредитора последней инстанции полагают, что центральный банк должен оказывать поддержку лишь платежеспособным кредитным организациям, переживающим нехватку ликвидности (illiquid but solvent). При этом, во избежание возможных злоупотреблений, указанную поддержку надлежит осуществлять на обезличенной основе.
Таким образом, мезокредитором последней инстанции (кредитором последней инстанции по отношению к банковскому сектору в целом) можно считать центральный банк, осуществляющий временное предоставление ликвидности платежеспособным кредитным организациям на обезличенной основе в кризисной для банковского сектора ситуации.

## Микрокредитор последней инстанции
Апологеты концепции микрокредитора последней инстанции указывают на то, что в критической ситуации периодически оказываются кредитные организации, банкротство которых может стать для экономики чрезмерно пагубным, чтобы его можно было допустить (too big to let fail). В этом случае центральные банки как кредиторы последней инстанции должны оказывать поддержку указанным кредитным организациям.
Соответственно, микрокредитором последней инстанции (кредитором последней инстанции по отношению к отдельным кредитным организациям) следует называть центральный банк, осуществляющий временное предоставление ликвидности значимым неплатежеспособным кредитным организациям на индивидуальной основе.